# VK 모바일

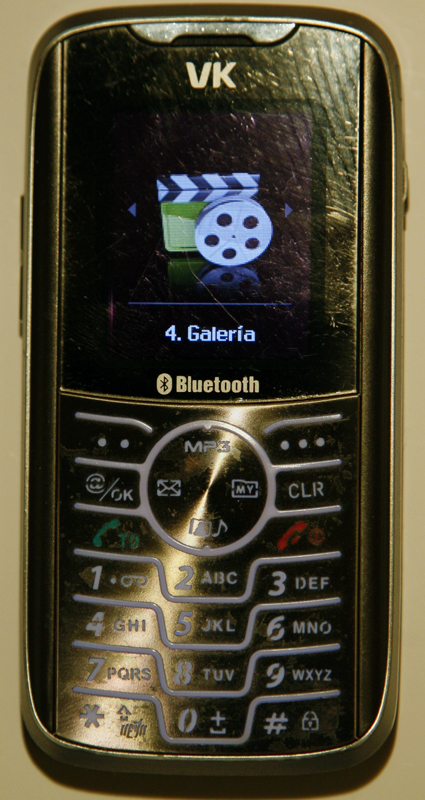
2006년 출시된 VK 모바일 2020-GSM

VK 모바일은 대한민국의 휴대전화 단말기 제조사였다.
본래는 1997년부터 휴대전화용 리튬 이온 폴리머 배터리 수입을 하는 업체로 시작하였으나, 2000년부터 자사의 배터리를 생산하기 시작하였으며, 2001년부터 자사의 휴대전화를 생산하기 시작하면서 VK(Viable Korea의 약자)라는 브랜드를 사용했다. 제조되는 휴대폰은 SK텔레콤 CDMA로만 나왔다.
VK 모바일의 주 타겟 시장은 일본, 홍콩, 중국, 유럽, 오스트레일리아, 중화민국, 미국, 캐나다 등이었다. 핵심 기술은 CDMA와 PCS 기술이었지만, 다른 영역으로의 진출도 계획하였었다.
회사의 CEO였던 이철상은 학생 운동 경력으로도 잘 알려져 있다.
하지만 영업 손실에서 비롯된 자금난으로 2006년 7월 7일에 최종 부도처리되어 법정관리에 들어갔고, 2009년 12월 수원지방법원으로부터 회생절차 폐지 결정을 받으면서 VK 모바일은 역사의 뒤안길로 사라지게 되었다.

## 같이 보기
- 대한민국의 경제

## 참조
1. ↑  `386신화` VK모바일 회생 폐지 역사속으로[깨진 링크(과거 내용 찾기)]